# متز آگ
متز آگ (انگلیسی: Metz AG) شرکت الکترونیک آلمانی است، که در سال ۱۹۳۸ تأسیس شد.